# Heinrich I. von Bülow

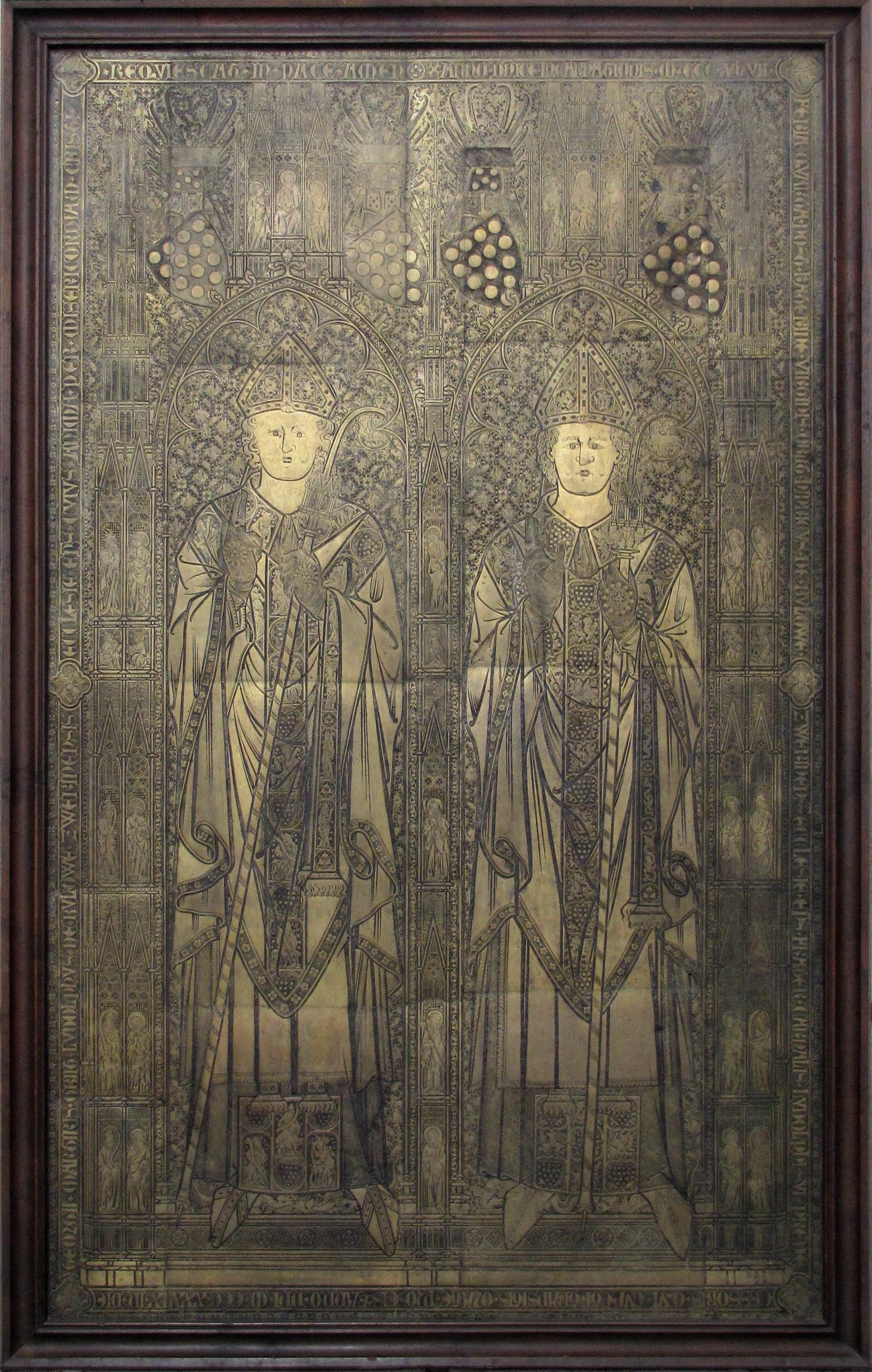
Gemeinschaftsgrabmal der Brüder Ludolf und Heinrich von Bülow im Dom zu Schwerin.

Heinrich von Bülow (* vor 1290; † 28. November 1347 in Warin) war 1311–1336 Domherr zu Schwerin, 1320–1327 Kanonikus in Bützow, ab 1326–1329 Thesaurar im Schweriner Domkapitel, 1237 Pfarrer zu Stralsund und von 1339 bis 1347 als Heinrich I. Bischof von Schwerin.

## Leben
Nach dem Tod Bischof Ludolf von Bülow am 23. April 1339 gelangte dessen Bruder Heinrich auf den Bischöflichen Thron im Bistum Schwerin.
Heinrich wurde bereits am 4. Juli 1311 in Rehna urkundlich als Schweriner Domherr Hinrico fratibus de Bulowe bezeugt, als Bischof Gottfried I. von Bülow den Kirchhof in Bülow bei Rehna einweihte.
Am 7. November 1320 wurde er in Schwerin als Bützower Kanoniker Hinrico fratribus, Zwerinensis et Butzowensis eccleriarum Canonicis erwähnt.
Ob er auch in Lübeck ein Kanonikat besaß, scheint nicht ganz sicher zu sein. Doch einen Hof soll er in Lübeck besessen haben und schon vor dem 14. Februar 1326 hatte er als Domherr mit dem Lübecker Rathsmann Hermann Clemedenst gemeinsam 69 Mark Schulden zu Martini an Heinrich von Warendorf zu zahlen.
Vom 14. Februar 1326 bis zum 7. Dezember 1333 wurde Heinrich als Domherr zu Lübeck nachgewiesen, wo er am 22. Juni 1332 als Bevollmächtigter des Lübecker Domkapitels bei Güterstreitigkeiten fungierte.
Am 12. November 1331 und am 25. Mai 1333 errichtete er mit seinen Brüdern eine Vikarie in Schwerin und eine Dompräbende in Lübeck.
Am 13. Dezember 1326 ist für ihn bereits die Würde eines Thesaurar (Custos) im Schweriner Domkapitel nachzuweisen, die er offenbar bis zu seiner Erhebung auf den Bischofsthron innehatte, denn noch 1338 wurde er mit dieser Würde bezeichnet.
Bei der Übertragung der Pfarrei Stralsund an Heinrich von Bülow gab es erhebliche Schwierigkeiten und diese waren von weitläufigen Prozessen und strittigen Patronatsfragen begleitet. Zum 27. Februar 1327 behauptete Ludolf von Bülow als Archidiakon von Tribsees gemäß alter Gewohnheit sein Besetzungsrecht für diese Pfarrei und befahl der Geistlichkeit, den Ratsmännern und Einwohnern der Stadt Stralsund, den Schweriner Thesaurarius Heinrich als seinen Bruder nun als neuen Pfarrer aufzunehmen und zu respektieren. Wegen möglicher Beeinträchtigung dieser Ernennung wandte sich Heinrich umgehend an den Papst und benannte außerdem zwei Geistliche als Prokuratoren, die in seinem Namen von der Pfarrei Besitz ergreifen sollten. In dieser verworrenen Lage kam es in Stralsund auch zu Gewalttätigkeiten. Am 12. Juli 1336 erging schließlich ein päpstlicher Befehl zu seiner Einsetzung in die Pfarrei Stralsund.
Im Hinblick auf tätliche Auseinandersetzungen fertigte Heinrich von Bülow 1337 ein Testament an, das allerdings nicht erhalten ist.
Die urkundliche Erwähnung als neuer Bischof Hinricus dei gracia Swerinensis ecclesie episcopus datiert auf den 16. März 1340. Wann die Wahl und die Bestätigung erfolgten, ist nicht bekannt. Der Weihetermin lag aber mit Sicherheit vor dem 22. April 1341, denn an diesem Tag fand in Lübeck die Weihe Johann Mules zum Bischof statt. Erzbischof Burchard von Bremen ist der Konsekrator, die beiden Bischöfe Heinrich von Schwerin und Volrad von dem Dorne von Ratzeburg sind die Mitkonsekratoren. Die Erneuerung des Vertrages zwischen dem Erzbischof und seinen Suffraganen sowie auch mit dem Hamburger Domkapitel hinsichtlich der Beschickung der Provinzialsynoden erfolgte am nächsten Tag. Im Juni 1341 hatte Bischof Heinrich auch für sein Bistum Synodalstatuten erlassen, die nicht erhalten geblieben sind.
Die Schwierigkeiten mit der Pfarrei zu Stralsund waren auch 1342 noch nicht ausgestanden, so dass sich auch Papst Clemens VI. zum Eingreifen genötigt sah. Am 3. Mai 1343 drohte er sogar mit der Vollstreckung das gegen die Stadt verhängten Urteils unter Zuhilfenahme des weltlichen Armes. Das Domkapitel war noch über Jahre mit dem Geschehen nicht ganz einverstanden und fühlte sich auch bei den Ansprüchen auf das Fürstentum Rügen übergangen.
Bischof Heinrich von Bülow schien zur Abtei Doberan ein recht gutes Verhältnis zu haben. Am 11. Juni 1345 erließ er zu ihren Gunsten ein Monitum an die Pfarrer der Diözese, die Mönche und ihr Kloster sowie ihre Kurien mit aller geistlichen Macht, wenn es sein müsste, auch mit der Exkommunikation zu schützen.
Im Pontifikat Bischof Heinrichs gab es genug Schwierigkeiten, deren auch er nicht ganz Herr wurde, wie beim Versuch der Erwerbung des Festlandes Rügen oder der Bevorzugung seiner Familie bezüglich der Pfandgeschäfte. Über die Höhe der Schulden, die er hinterließ, liegen keine genauen Angaben vor. Dass die Summe nicht klein war, stand auch fest. Spätere Chronisten warfen Heinrich Vermehrung der Schulden des Bistums und Begünstigung des Adelsgeschlechts von Bülow vor, das bei seinem Tod den Großteil des bischöflichen Tafelgutes in Pfandbesitz hatte. Er soll die Erbauung der großen runden Kapelle an der Südseite der Stiftskirche in Bützow, die mit Bülowschen Wappen geschmückt war und deren Gewölbe von einem zentralen achteckigen Pfeiler getragen wurde, aus eigener Tasche bezahlt haben. Im 18. Jahrhundert war die Kapelle bereits verfallen und abgetragen.
Am 28. November 1347 starb Bischof Heinrich I. von Bülow in Warin. Sein Leichnam wurde im Hohen Chor des Schweriner Domes beigesetzt. Es erhielt zusammen mit seinem Bruder und Amtsvorgänger Ludolf eine Doppelgrabplatte aus Messingplatten.

## Siegel
Bischof I. von Bülow führte ein großes, rundes Siegel mit dem Bild eines in einer gotischen Nische sitzenden Bischofs, der die Rechte segnend erhebt und mit der linken den mit der Krümme auswärts gedrehten Bischofsstab hält. Zu den Füßen steht der Bülowsche Wappenschild mit den 14 Kugeln (Byzanten).
Die Umschrift lautet: HINRIC DEI GRACIA EPS ECCE ZWERINEN
Ein kleines rundes Sectetsiegel, das gelegentlich auch als Rücksiegel benutzt wurde, ist mit dem Brustbild eines Bischofs mit Mitra auf gegittertem Grund, in einem Vierpass versehen.
Die Umschrift lautet: SECRETU HENRICI EPI ZWERINEN

## Grabplatte
Im Schweriner Dom befindet sich an der Nordwand des Chorseitenschiffes eine aus Messingplatten, heute in Eichenrahmen gefasste Doppelgrabplatte für die Bischöfe Ludolf und Heinrich von Bülow. Die gegossene und anschließend gravierte Platte wurde in Flandern hergestellt. Der verstorbene Bischof Heinrich ist mit einem kostbaren Messgewand bekleidet und hat bei geöffneten Augen die rechte Hand zum Segnen erhoben und hält in der Linken den Krummstab, das Zeichen der Bischofswürde. Umgeben von einer gotischen Rahmenarchitektur mit zahlreichen figürlichen Darstellungen und umlaufenden Inschriften. Oberhalb noch mit den Wappen derer von Bülow versehen.
Der Familienverband ließ die Messingplatten 2002 restaurieren.